# Pseudagrion cheliferum
Pseudagrion cheliferum là một loài chuồn chuồn kim trong họ Coenagrionidae.
Loài này được xếp vào sách Đỏ của IUCN năm 2008.
Pseudagrion cheliferum được miêu tả khoa học năm 1949 bởi Fraser.